# Victoria Mas
Victoria Mas (Chesnay, 16 maggio 1987) è una scrittrice francese.

## Biografia
Victoria Mas è figlia di Jeanne Mas,. Dopo la laurea in Lingue e Lettere e un master in Lettere Moderne alla Sorbona, ha pubblicato nel 2019 il suo primo romanzo Il ballo delle pazze (Le Bal des Folles). Il romanzo ha ottenuto un grande successo letterario e le è valso il gran premio Stanislas per il primo romanzo,, il premio Patrimoines BPE e il premio Première Plume,. Il 14 novembre 2019, ha ricevuto anche il premio Renaudot per gli studenti delle scuole superiori. Dal romanzo è stato tratto un film omonimo, reso disponibile a partire dal 2021 sulla piattaforma Prime Video.
Il ballo delle pazze (Le Bal des Folles) è ambientato all'ospedale Salpêtrière alla fine del XIX secolo, intorno alla ricerca del Dr. Charcot sull'isteria sull'ipnosi delle donne internate. Per Jérôme Garcin di L'Obs, "In una prosa limpida, leggera come un pastello […] la giovane romanziera stigmatizza il maschilismo trionfante e fa sentire, travolgente, la voce di chi è stato imbavagliato, soffocato, ipnotizzato» . Il romanzo è stato adattato per il cinema dalla regista Mélanie Laurent.
Nel 2022 pubblica il suo secondo romanzo, Un miracle, tradotto in italiano nel 2023 col titolo L'apparizione.

## Opere
- Il ballo delle pazze, Edizioni e/o, 2021, ISBN 9788833572864
- L'apparizione, Edizioni e/o, 2023, ISBN 9788833576206